# Мурзилка на спутнике
«Мурзи́лка на спу́тнике» — первый советский широкоэкранный мультипликационный фильм, созданный в 1960 году по сценарию Л. А. Аркадьева режиссёрами-мультипликаторами Евгением Райковским и Борисом Степанцевым. Посвящён советской исторической теме освоения космического пространства.
Один из четырёх мультипликационных фильмов о приключениях специального корреспондента Мурзилки.

## Сюжет
В основу фильма положены события, которые произошли в 2060 году— цитата в начале мультфильма
Юный пионер плачет, сидя возле обелиска «Первому искусственному спутнику». Это событие вызывает сигнал тревоги, который принимает редактор детского журнала. Оказывается, что в будущем плач забыт людьми, как ненужная печальная эмоция и воспринимается «неслыханным происшествием» на Земле. Чтобы разобраться в этом, редактор решает связаться со своим специальным корреспондентом Мурзилкой, находящимся с заданием в космосе.
Мурзилка, совершая служебный полёт на индивидуальном космическом корабле, получает с Земли сигнал «тревога». Редактор сообщает ему шокирующее известие о том, что на Земле слышен плач мальчика. Изумлённый Мурзилка немедленно возвращается на Землю и приземляется возле плачущего пионера. Оказывается, мальчик не смог ответить на вопрос учителя: «Почему поставили обелиск Первому спутнику?».
Мурзилка объясняет вопрос с помощью своего робота-фотоаппарата, прочитав лекцию о давних неудачных попытках человечества попасть в космос и рассказав историю освоения космоса. Разворачивая в рассказе панораму космического пространства и движения планет, Мурзилка демонстрирует картину запуска серии советских первых искусственных спутников Земли, объясняя историческое значение для светлого будущего человечества спутника, запущенного в 1957 году в СССР.

## Создатели
| Автор сценария             | Лев Аркадьев |
| Режиссёры                  | Евгений Райковский, Борис Степанцев                                                                                             |
| Художники-постановщики     | Виктор Никитин, Анатолий Савченко                                                                                               |
| Художник                   | Александр Беляков |
| Композитор                 | Никита Богословский |
| Текст песен                | Евгений Агранович |
| Операторы                  | Теодор Бунимович, Нина Климова                                                                                                  |
| Звукооператор              | Борис Фильчиков |
| Редактор                   | Раиса Фричинская |
| Ассистенты режиссёра:      | Елена Шилова, Татьяна Сазонова, Юрий Прытков                                                                                    |
| Ассистенты оператора:      | Екатерина Ризо, А. Привалов |
| Художники-мультипликаторы: | Фёдор Хитрук, Татьяна Таранович, И. Сидорова, Владимир Зарубин, Виолетта Карп, Анатолий Петров, Галина Баринова, Виктор Лихачёв |

## Награды
- 1961 — 1-я премия за лучший детский фильм на XII Международном кинофестивале в Карловых Варах (ЧССР)[3].

## Факты

Открытка из серии «Мурзилка на спутнике».

- В мультфильме редактор издательства подписывает «В печать» лист киносценария Л. Аркадьева «Мурзилка на спутнике», предварительно присланный в виде пухлых стопок напечатанных листов, но «ужатый» и отредактированный специальной электронно-механической машиной до объёма одного листка.
- По мотивам мультфильма «Мурзилка на спутнике», ставшего очень популярным в СССР 1960-х годах, издательством «Детский мир» в 1961 году была выпущена одноимённая книга (тираж — 200 тысяч экземпляров)[4].
- Издательством «Советский художник» в 1964 году была издана серия открыток (12 штук) под тем же названием (художники: И. Знаменский, Б. Степанцев; автор текста: Л. Аркадьев). Тираж — 240 тысяч экземпляров.
- Студией «Диафильм» в 1960 году был выпущен диафильм «Мурзилка на спутнике»[5].